# Nafougo
Nafougo is een plaats in de provincie Boulkiemdé in Burkina Faso. In 2005 woonden hier 225 mensen.